# Andrzej Michałowicz Sanguszko
Pour les autres membres de la famille, voir Famille Sanguszko.
Ne doit pas être confondu avec Andrzej Aleksandrowicz Sanguszko.
Andrzej Michałowicz Sanguszko († vers 1560), prince de la famille Sanguszko, maréchal de la cour (marszałek hospodarski) de Biélorussie (1522-1547), voïvodie de Kiev (1540-1542), staroste de Loutsk (1542)

## Biographie
Il est le fils de Michał Sanguszko et de Anna Kopaczewicz. Il participait à la guerre lituano-moscovite (1507-1508) et à la bataille de Łopuszno en 1512. En 1544, en échange des domaines de Broukhovytchy, Kozlynytchy il devint staroste de Loutsk.

## Mariages et descendance
Il épouse Anna Chreptowicz († 1545) qui lui donne pour enfants:
- Aleksander Sanguszko (pl) († 1565),
- Anna Sanguszko (° 1512), épouse de Bohusz Korecki (pl)

Il épouse ensuite Bohdana Mścisławska († 1565)
- Hanna Sanguszko Koszyrska († 1570) épouse de Mikołaj Pawłowicz Sapieha